# How to Dismantle an Atomic Bomb
《如何拆除原子彈》（英語：How to Dismantle an Atomic Bomb）是愛爾蘭搖滾樂團U2的第十一張專輯，2004年11月22日發行。繼上張專輯《無法遺忘》代表U2走回傳統風格後，《如何拆除原子彈》則是延續正宗搖滾為主風格的專輯。專輯的製作團隊分別由多年的夥伴馬克·艾利斯、丹尼爾·雷諾伊斯、布萊恩·伊諾、史提夫·李利懷特以及蓋瑞·李、尼利·琥珀、卡爾·葛蘭威爾聯合製作，專輯標題取自於英日附錄曲目〈Fast Cars〉的歌詞內。
主唱波諾曾說：「我們等了25年做這張專輯，這是我們第一張的搖滾專輯。」雖然這張專輯沒有特定主題，但是不論愛情親情、戰爭和平、生離死別都是這張專輯有傳達的概念。
《如何拆除原子彈》在大眾與評論界皆獲得成功，全球銷售量突破9百萬張，入圍8項葛萊美獎通通獲獎。專輯收錄〈Vertigo〉、〈Sometimes You Can't Make It on Your Own〉和〈City of Blinding Lights〉，同樣是相當暢銷的單曲。

## 歷程
2003年時，波諾曾說歌〈Full Metal Jacket〉是他們錄製這張專輯的動力，後來這首歌與樣本曲〈Native Son〉融合成為〈Vertigo〉。
2004年7月，樂團在法國發生了「示範帶失竊事件」，失竊的示範帶包括幾首尚未完成的歌曲。樂團聲明如果有任何歌曲在網路上流傳，他們會立即發行唱片。幾個月後，
網路上確實開始流傳著專輯曲目，不過並非失竊的版本，而是另一套未完成的版本。
貝斯手亞當·克雷頓形容這張專輯是「吉他專輯」，說道：「舉凡〈Vertigo〉、〈Love & Peace or Else〉、〈City of Blinding Lights〉、〈All Because of You〉都是搖滾歌曲，有很多歌曲是對我們早期曲風的回溯。」
2004年末，一首在錄製期間完成不過並未收錄的歌曲〈Mercy〉在網路上流傳，儘管這首歌音質不好，卻廣受粉絲喜愛。
知名歌手麥可·W·史密斯曾在錄製期間加入，至少與U2合作了一首命名為〈North Star〉的歌曲，不過並未以任何形式發行。另外還有其他曲目（Shark Soup）、（Lead Me In The Way I Should Go）、（You Can't Give Away Your Heart），也未以任何形式發行過。

## 發行
在正式官方發行前一週，官方網站U2.com首先發布了專輯的詳細資訊。

### 宣傳
U2與苹果合作宣傳新專輯，首先單曲〈Vertigo〉藉由iPod電視廣告首度曝光，苹果特別推出U2特別版iPod，黑紅相間而背面則有四位團員的雷射簽名。苹果旗下的iTunes也販售U2的套裝專輯《The Complete U2》，收錄許多未正式發行的曲目，其中專輯內的EP《Unreleased and Rare》就收錄了許多未發行的專輯曲目：
1. 〈Xanax and Wine〉 (〈Fast Cars〉的樣本版本)
2. 〈Native Son〉 (〈Vertigo〉的樣本版本)
3. 〈Smile〉 (專輯錄製期間被擱置的曲目)
4. 〈Sometimes You Can't Make It On Your Own〉 (試驗版)
5. 〈All Because of You〉 (替換版本)
6. 〈Yahweh〉 (由克里斯·湯瑪斯的混音版本)

U2之後為了宣傳新專輯，在電視上演奏了不少的專輯歌曲。最著名的是U2在紐約市的布魯克林橋下演唱，之後以這場演唱會的內容發行了EP《Live from Under the Brooklyn Bridge》。

### 單曲
〈Vertigo〉首先於2004年9月24日發行（英國地區），發行後甫在多國排行榜攻佔榜首，其中更一度在告示牌百大排行榜拿下第31名。單曲付費下載銷售量也在英美地區奪冠，是U2生涯中付費下載量最高的單曲。由於這首單曲是專輯最夯的曲子，搭配的巡迴演唱會便以「暈眩國度」命名（Vertigo Tour）。
英國地區發行的第二首單曲〈Sometimes You Can't Make It On Your Own〉發行於2005年2月7日，是波諾反省與死去父親的冷戰關係的歌曲。發行後登上英國單曲排行榜榜首，之後在美國地區也有進入告示牌百大、現代搖滾等排行榜。
〈City of Blinding Lights〉是英國地區發行的第三首單曲，發行後則排行第二，並且持續了九週的時間。在美國地區也有進入成人音樂40大排行榜。
〈All Because of You〉是美國地區發行的第二首單曲，在告示牌主流搖滾、現代搖滾都有不錯的成績。不過在英國地區最高到達第四名，但只維持了四週的時間。
最後一首單曲則是〈Original of the Species〉，發行於2006年11月。

## 評價
《如何拆除原子彈》發行後佳評如潮，包括《滾石雜誌》（稱讚「由出色的樂團製作的出色專輯」）、Allmusic、《Q雜誌》、《洛杉磯時報》皆給予正面評價。在34個國家成為銷售榜首，包括美國、英國以及澳洲，全球總銷售量突破9百萬。這張專輯常被視為是繼1997年銷售較為失敗的專輯《流行超市》後，U2再度達到銷售巔峰之作。

### 獎項
與麥可·傑克森的專輯《Thriller》一樣，這張專輯在2005年、2006年葛萊美獎提名八項通通獲獎。專輯本身獲得2006年葛萊美「最佳專輯」、「最佳搖滾專輯」；單曲〈Sometimes You Can't Make It On Your Own〉則獲得「最佳歌曲」、「最佳搖滾團體」；〈City of Blinding Lights〉獲得「最佳搖滾歌曲」；〈Vertigo〉則獲得2005年葛萊美「最佳搖滾歌曲」、「最佳搖滾團體」以及「最佳短篇音樂錄影帶」。

## 曲目列表
| 曲序 | 曲目                                    | 中文譯名       | 时长 |
| ---- | --------------------------------------- | -------------- | ---- |
| 1.   | Vertigo（Bono與Edge）                   | 暈眩國度       | 3:11 |
| 2.   | Miracle Drug                            | 神奇魔藥       | 3:54 |
| 3.   | Sometimes You Can't Make It on Your Own | 不讓你孤單     | 5:08 |
| 4.   | Love and Peace or Else（Bono與Edge）    | 愛與和平或其他 | 4:48 |
| 5.   | City of Blinding Lights                 | 燈火絢爛的城市 | 5:47 |
| 6.   | All Because of You                      | 只為你         | 3:34 |
| 7.   | A Man and a Woman                       | 男女之間       | 4:30 |
| 8.   | Crumbs from Your Table                  | 等待你的施捨   | 5:03 |
| 9.   | One Step Closer                         | 靠近           | 3:48 |
| 10.  | Original of the Species                 | 原生物種       | 4:41 |
| 11.  | Yahweh（Bono與Edge）                    | 耶和華         | 4:22 |

| 英國與日本附錄曲目 | 英國與日本附錄曲目 | 英國與日本附錄曲目 |
| 曲序               | 曲目               | 时长               |
| ------------------ | ------------------ | ------------------ |
| 12.                | Fast Cars          | 3:44               |

## 排行榜
| 國家     | 名次 | 認證       | 銷售量     |
| -------- | ---- | ---------- | ---------- |
| 阿根廷   |      | 白金       | 4萬以上    |
| 澳大利亞 | 1    | 4x 白金    | 28萬以上   |
| 奧地利   | 1    | 白金       | 3萬以上    |
| 巴西     |      | 2x 白金    | 25萬以上   |
| 加拿大   |      | 5x 白金    | 50萬以上   |
| 丹麥     | 1    | 2x 白金    | 6萬以上    |
| 芬蘭     | 1    | 金         | 21,350以上 |
| 法國     | 1    | 白金       | 30萬以上   |
| 德國     |      | 白金/3x 金 | 30萬以上   |
| 匈牙利   |      | 金         | 5000以上   |
| 愛爾蘭   | 1    | 10x 白金   | 15萬以上   |
| 日本     |      | 白金       | 25萬以上   |
| 墨西哥   |      | 白金       | 10萬以上   |
| 荷蘭     |      | 金         | 4萬以上    |
| 紐西蘭   | 1    | 3x 白金    | 4.5萬以上  |
| 挪威     | 1    |            |            |
| 波蘭     |      | 金         | 2萬以上    |
| 葡萄牙   |      | 3x 白金    | 6萬以上    |
| 西班牙   | 1    | 2x 白金    | 20萬以上   |
| 瑞典     | 1    | 白金       | 6萬以上    |
| 瑞士     | 1    |            |            |
| 英國     | 1    | 4x 白金    | 120萬以上  |
| 美國     | 1    | 3x 白金    | 300萬以上  |

## 相關人員
U2
- 波諾 ─ 主唱、副吉他
- The Edge ─ 吉他、鋼琴、鍵盤、和聲
- 亞當·克雷頓 ─ 貝斯
- 小賴瑞·慕蘭 ─ 鼓、〈Miracle Drug〉的和聲

其他人員
- 蓋瑞·李 ─ 鍵盤、合成器
- 丹尼爾·雷諾伊斯 ─ 吉他、曼陀林、搖鈴、踏板電子吉他

## 外部連結
- （英文） 官方網站（页面存档备份，存于）